# ألفونسو جوردن (إقطاعي)
ألفونسو جوردن (بالأكستانية: Anfós Jordan)‏ هو إقطاعي ‏ فرنسي، ولد في 1103 في قلعة طرابلس في لبنان، وتوفي في 1148 في قيسارية ماريتيما في فلسطين.